# أوليفر إيرنيستو برانش
أوليفر إيرنيستو برانش هو محامي وسياسي أمريكي، ولد في 19 يوليو 1847 في ماديسون في الولايات المتحدة، وتوفي في 22 يونيو 1916 في مانشستر في الولايات المتحدة. نشط حزبياً في الحزب الديمقراطي.